# Zervynos
Zervynos es una localidad en Lituania austral, en el distrito de Varėna, pertenece al «Parque nacional de Dzūkija». Zervynos es un pequeño pueblo, de todos lados cercado por el bosque de Dainava que es el bosque la más grande en toda Lituania. El río Ūla con su tributario río Povilnis fluye por el lado de Zervynos. 
Zervynos es un monumento etnográfico que consiste de 48 casas de cuales 8 son etnográficos. Todos los edificios hechos de madera, en el estilo típico de Dzūkija. En este pueblo es posible ver también los cruces maderos, los pinos con cavidades hechas para la apicultura tradicional, aquí también es el lugar arqueológico de época neolítica. 
En 2011 en Zervynos vivían 47 habitantes. En el verano a este lugar atrae muchos turistas, también recogerantes de hongos y bayas.
La primera manera de transportación es ferrocarril Vilnius-Grodno en que viene el tren Vilnius-Marcinkonys.

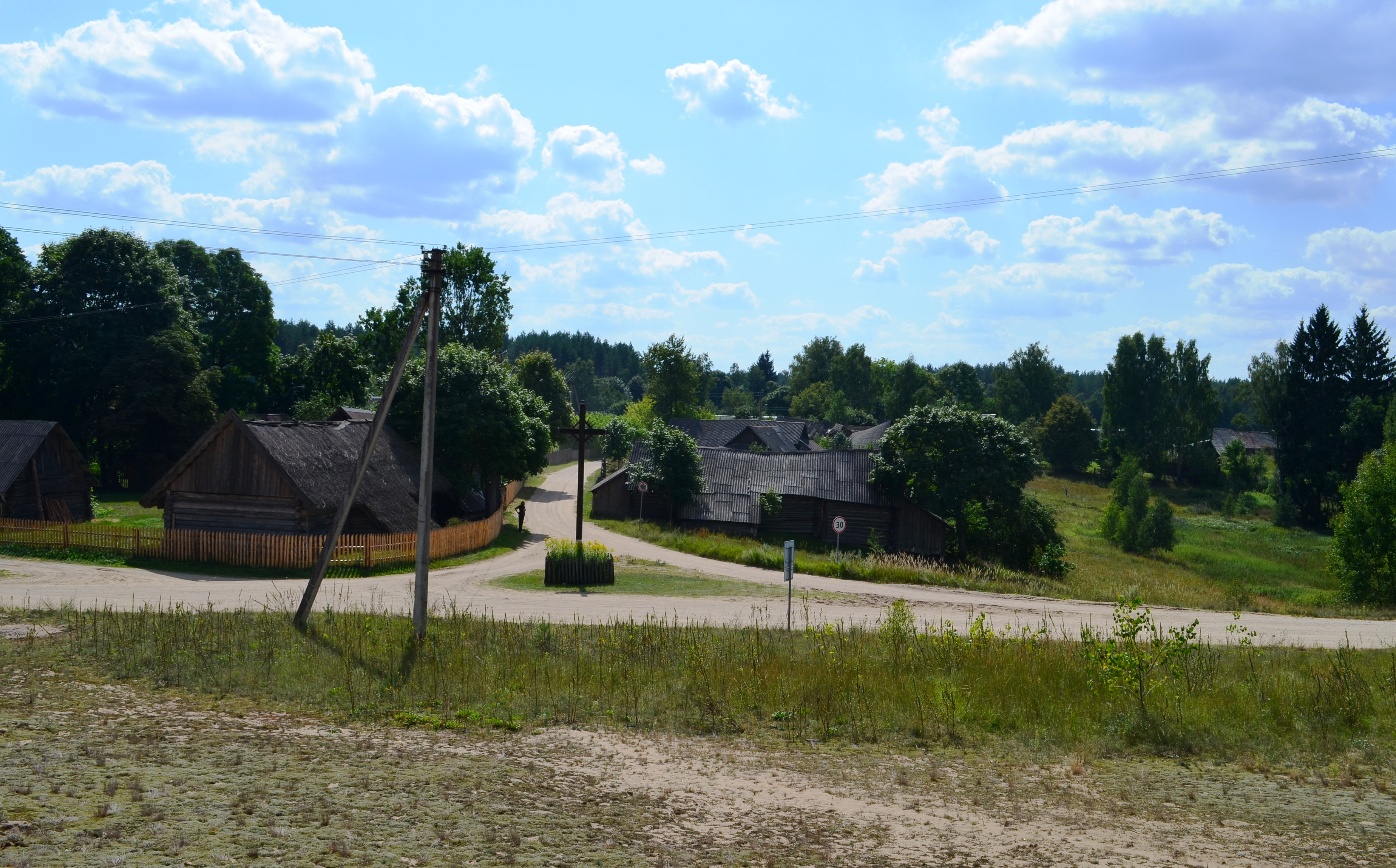
La calle principal
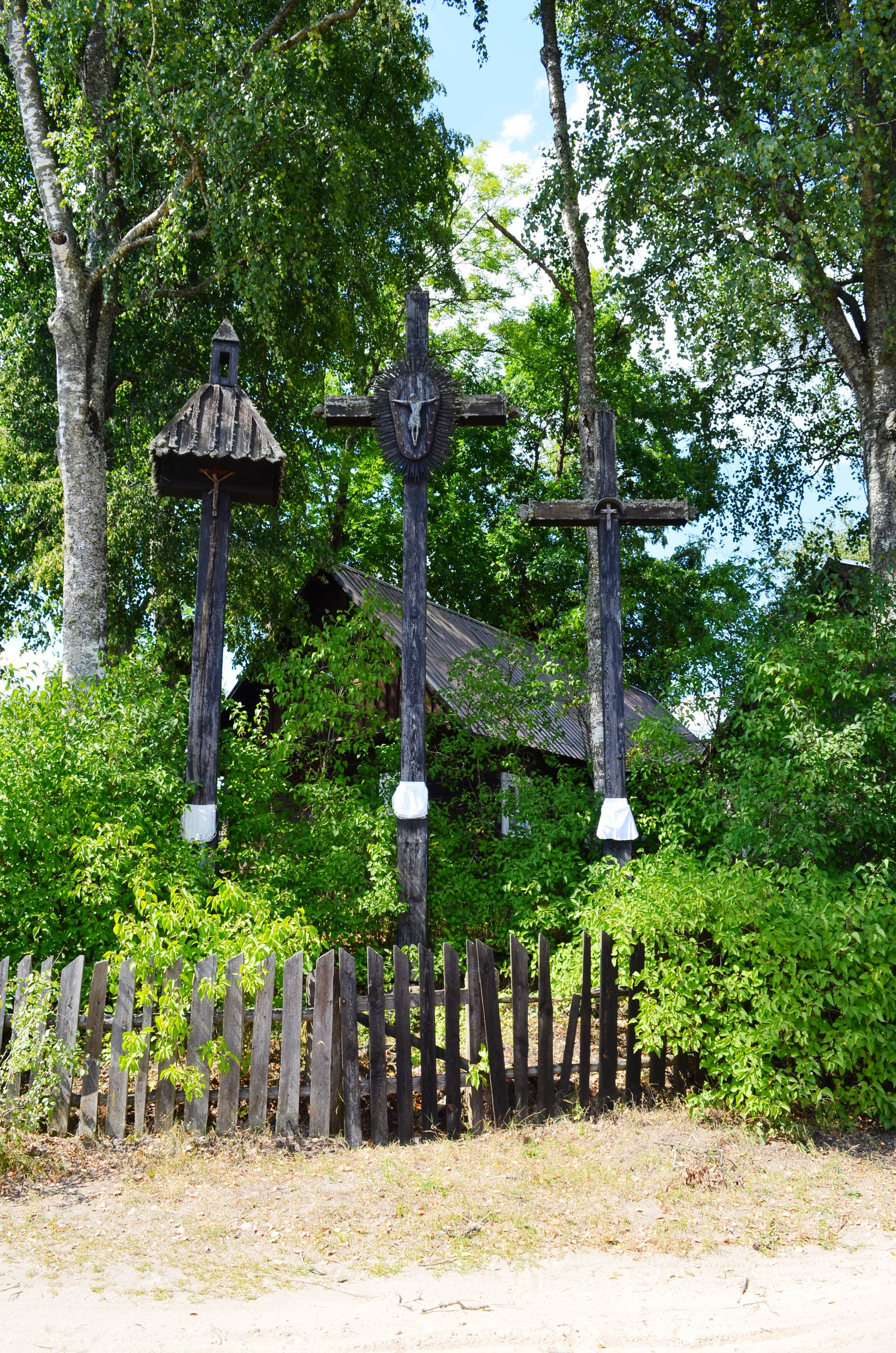
Cruces de Zervynos
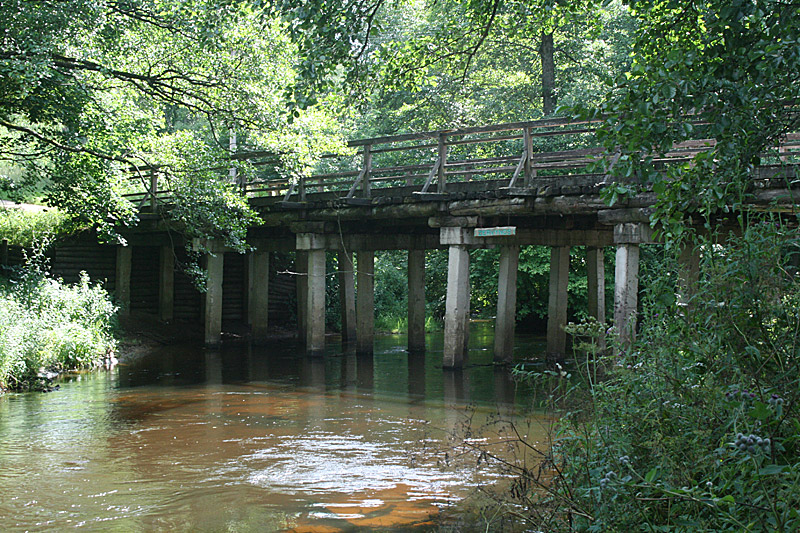
Río Ūla en Zervynos

- Wikimedia Commons alberga una categoría multimedia sobre Zervynos.

- Datos: Q2357792
- Multimedia: Zervynos / Q2357792